# Dynasty (1981)
Dynasty was een populaire Amerikaanse soapserie die tussen 1981 en 1989 werd opgenomen. Het moest concurreren met de mega hit Dallas op CBS. De serie werd als eerste uitgezonden op de Amerikaanse zender ABC. In Nederland werd de volledige reeks uitgezonden door de publieke omroep Veronica. De serie is bedacht en geschreven door het echtpaar Richard en Esther Shapiro.

## Verhaal
Dynasty is een primetime-dramaserie over de rijke familie Carrington die in Denver woont. De Carringtons hebben een olie-imperium, genaamd Denver-Carrington. Het rivaliserende bedrijf Colbyco behoort tot Alexis Carrington-Colby.
Het eerst seizoen maken we kennis met oliemagnaat Blake Carrington die trouwt met zijn voormalige secretaresse Krystle Grant Jennings. Een belangrijke rol is ook weggelegd voor Blake's kinderen, zijn manzieke dochter Fallon en zijn homoseksuele zoon Steven. Verder zien we de schizofrene Claudia Blaisdel die getrouwd is met Matthew Blaisdel. Deze Matthew is een werknemer van Blake en een oude vlam van Krystle. Matthew heeft nog steeds een oogje op haar. Dit eerste seizoen was niet erg populair en kon niet concurreren met Dallas. Pas toen Alexis Morell Carrington, de ex-vrouw van Blake en de moeder van zijn kinderen, in het tweede seizoen werd geïntroduceerd werd de serie een kijkcijferkanon. Een groot deel van het verhaal ging dan ook om de rivaliteit tussen Alexis en Krystle.
Binnen de Caringtonfamilie is het ook niet pluis. De beide zoons van Blake willen ieder als opvolger van het imperium worden aangewezen. Blake heeft echter op beide wat aan te merken:
- Steven is homoseksueel en dit iets wat Blake niet kan accepteren. Ook vindt Blake dat dit een kwade invloed op zijn kleinzoon heeft.
- Adam verschijnt na verloop van tijd ten tonele. Hij is de verloren zoon van Blake en Alexis. Deze was destijds als kind ontvoerd. Blake twijfelt geregeld of Adam wel echt zijn zoon is waardoor deze vaak achter het net vist.

Verder had de familie te maken met misdaad, zakelijke rivaliteit, liefdesperikelen van de verschillende familieleden en in het laatste seizoen kwam aan het licht dat de vader van Blake rijk was geworden door een schimmig naziverleden.

## Imago
De befaamde hitserie uit de jaren 80 werd vooral gekenmerkt door glamour (de dameskapsels leken steeds groter te worden en de schoudervullingen werden alsmaar breder) en rolwisselingen binnen de familie Carrington. Steven, Fallon, Amanda en zelfs Adam (weliswaar alleen bij de televisiefilm: Dynasty: The Reunion) werden door verscheidene acteurs vertolkt.
Een ander opvallend gegeven waren de catfights die de vrouwen onderling uitvochten, soms in de modder of in een vijver.
Verder kende Dynasty een paar absurde verhaallijnen zoals Fallon die ontvoerd werd door aliens en the Moldavia massacre waarbij zowat de hele cast tijdens een staatsgreep doorzeefd werd met kogels, om er vervolgens in het nieuwe seizoen weer heelhuids uit te komen.

## Personages

### Aantal afleveringen
Legenda
 = Hoofdrol
 = Bijrol
 = Gastrol
 = Geen rol
| Acteur/Actrice    | Personage                  | S1 | S2 | S3 | S4 | S5 | S6 | S7 | S8 | S9 |
| ----------------- | -------------------------- | -- | -- | -- | -- | -- | -- | -- | -- | -- |
| John Forsythe     | Blake Carrington           | 15 | 22 | 24 | 27 | 29 | 31 | 28 | 22 | 22 |
| Linda Evans       | Krystle Carrington         | 15 | 22 | 24 | 27 | 29 | 31 | 28 | 22 | 6  |
| Pamela Sue Martin | Fallon Carrington Colby #1 | 15 | 22 | 24 | 27 |    |    |    |    |    |
| Al Corley         | Steven Carrington Colby #1 | 15 | 21 |    |    |    |    |    |    |    |
| John James        | Jeff Colby                 | 11 | 22 | 24 | 27 | 29 | 8  | 2  | 22 | 22 |
| Pamela Bellwood   | Claudia Carrington         | 13 | 21 | 4  | 25 | 29 | 27 |    |    |    |
| Joan Collins      | Alexis Colby               |    | 22 | 24 | 27 | 29 | 30 | 28 | 22 | 13 |
| Heather Locklear  | Sammy Jo Carrington        |    | 12 | 3  | 7  | 6  | 25 | 28 | 22 | 22 |
| Gordon Thomson    | Adam Carrington            |    |    | 24 | 27 | 29 | 31 | 28 | 22 | 22 |
| Jack Coleman      | Steven Carrington Colby #2 |    |    | 12 | 27 | 29 | 31 | 28 | 22 |    |
| Michael Nader     | Dex Dexter                 |    |    |    | 20 | 29 | 31 | 28 | 22 | 22 |
| Diahann Carroll   | Dominique Deveraux         |    |    |    | 2  | 22 | 28 | 22 |    |    |
| Emma Samms        | Fallon Carrington Colby #2 |    |    |    |    | 2  | 9  | 2  | 22 | 22 |

### Beschrijving
| Rol                                                          | Acteur                           | Periode                   | Opmerkingen |
| ------------------------------------------------------------ | -------------------------------- | ------------------------- | --- |
| Blake Carrington                                             | John Forsythe                    | 1981-1989, 1991           | Zoon van Tom en Ellen Carrington/ Vader van Adam, Fallon, Steven, Amanda en Krystina/ Broer van Ben en halfbroer van Dominique                                                                              |
| Krystel Grant Jennings Carrington                            | Linda Evans                      | 1981-1989, 1991           | Tweede vrouw van Blake Carrington/ Ex-geliefde van Matthew Blaisdel en ex-vrouw van Mark Jennings/ Moeder van Krystina Carrington                                                                           |
| Alexis Morell Carrington Colby Dexter Rowan                  | Joan Collins                     | 1981-1989, 1991           | Ex-vrouw van Blake Carrington en Dex Dexter/ Weduwe van Cecil Colby en Sean Rowan/ Moeder van Adam, Fallon, Steven en Amanda                                                                                |
| Fallon Carrington Colby                                      | Pamela Sue Martin Emma Samms     | 1981-1984 1985-1989, 1991 | Oudste dochter van Blake en Alexis/ Moeder van L.B. en Lauren |
| Steven Daniel Carrington                                     | Al Corley Jack Coleman           | 1981-1982, 1991 1983-1988 | Jongste zoon van Blake en Alexis/ Vader van Danny/ Ex-man van Sammy Jo en Claudia |
| Adam Alexander Carrington                                    | Gordon Thomson Robin Sachs       | 1982-1989 1991            | Oudste zoon van Blake en Alexis/ Ex-man van Dana en weduwnaar van Claudia/ (Ex-)geliefde van Kirby |
| Amanda Carrington                                            | Catherine Oxenberg Karen Cellini | 1984-1986 1986-1987       | Jongste dochter van Blake en Alexis/ Ex-vrouw van Prince Michael |
| Krystina Carrington                                          | Cassidy Lewis Jessica Player     | 1984-1985 1985-1989, 1991 | Dochter van Blake en Krystle |
| Jeffrey (Jeff) Broderick Colby                               | John James                       | 1981-1989, 1991           | Man van Fallon/ Vader van L.B. en Lauren/ Zoon van Philip en Francesca Colby/ Neef van Cecil, Jason en Constance Colby/ Ex-man van Kirby en Nicole Simpson/ Ex-geliefde van Lady Ashley, Sammy Jo en Leslie |
| Claudia Barrows Blaisdel Carrington                          | Pamela Bellwood                  | 1981-1986                 | Weduwe van Matthew, ex-vrouw van Steven en vrouw van Adam/ Moeder van Lindsay |
| Samantha Josephine (Sammy Jo) Dean Reece Carrington Fallmont | Heather Locklear                 | 1981-1989, 1991           | Ex-vrouw van Steven en Clay/ Moeder van Danny/ Nicht van Krystle/ Dochter van Iris Dean Grant en Daniel Reece                                                                                               |
| Dana Waring Carrington                                       | Leann Hunley                     | 1986-1988                 | Ex-vrouw van Adam |
| Dominique Deveraux                                           | Diahann Carroll                  | 1984-1987                 | Halfzus van Blake en Ben/ Moeder van Jackie Deveraux |
| Farnsworth (Dex) Dexter                                      | Michael Nader                    | 1983-1989                 | Ex-man van Alexis/ Ex-geliefde van Amanda, Virginia en Leslie/ Vriend van Blake |
| Benjamin (Ben) Carrington                                    | Christopher Cazenove             | 1986-1987                 | Broer van Blake en halfbroer van Dominique/ Vader van Leslie |
| Leslie Saunders Carrington                                   | Terri Garber                     | 1987-1988                 | Dochter van Ben Carrington en Melissa Saunders/ Nicht van Blake en Dominique/ Ex-geliefde van Dex Dexter, Michael Culhane, Jeff Colby, Sean Rowan en Clay Fallmont                                          |
| Kirby Anders Colby                                           | Kathleen Beller                  | 1982-1984, 1991           | Dochter van Joseph Anders/ Ex-vrouw van Jeff/ (Ex-) geliefde van Adam |
| Joseph Arlington Anders                                      | Lee Bergere                      | 1981-1983                 | Hoofdbutler van de familie Carrington/ Vader van Kirby Anders en Sean Rowan (Anders) |
| Sean Rowan (Anders)                                          | James Healey                     | 1987-1988                 | Zoon van Joseph Anders/ Broer van Kirby en Victoria/ Man van Alexis/ Ex-geliefde van Leslie |
| Sabella (Sable) Scott Colby                                  | Stephanie Beacham                | 1985, 1988–1989           | Ex-vrouw van Jason Colby/ Moeder van Monica, Miles en Bliss |
| Jason Colby                                                  | Charlton Heston                  | 1985                      | Ex-man van Sable/ Vader van Monica, Miles en Bliss/ Broer van Cecil |
| Monica Scott Colby                                           | Tracy Scoggins                   | 1985, 1988–1989           | Dochter van Sable en Jason/ Zus van Miles en Bliss |
| Miles Andrew Colby                                           | Maxwell Caulfield                | 1985–1986, 1991           | Zoon van Sable en Jason/ Broer van Monica en Bliss |
| Bliss Colby                                                  | Claire Yarlett                   | 1985                      | Dochter van Sable en Jason/ Zus van Miles en Bliss |
| Constance Colby                                              | Barbara Stanwyck                 | 1985                      | Zus van Cecil, Jason en Philip/ Tante van Jeff, Monica, Miles en Bliss |
| Matthew Blaisdel                                             | Bo Hopkins                       | 1981, 1987                | Ex-geliefde van Krystle en man van Claudia/ Vader van Lindsay |
| Lindsay Blaisdel                                             | Katy Kurtzman                    | 1981                      | Dochter van Claudia en Matthew |
| Jackie Deveraux                                              | Troy Beyer                       | 1986–1987                 | Dochter van Dominique en Garrett Boydston |
| Garrett Boydston                                             | Ken Howard                       | 1985–1986                 | Ex-geliefde van Dominique/ Vader van Jackie |
| Cassandra Morrell                                            | Kate O'Mara                      | 1986                      | Zus van Alexis |
| Prince Michael of Moldavia                                   | Michael Praed                    | 1985-1986                 | Ex-man van Amanda/ Zoon van King Galen |
| King Galen of Moldavia                                       | Joel Fabiani                     | 1985-1986                 | Vader van Prince Michael/ Ex-geliefde van Alexis |
| Clay Fallmont                                                | Ted McGinley                     | 1986-1987                 | Ex-man van Sammy Jo/ Zoon van Buck en Emily/ Broer van Bart/ Ex-geliefde van Amanda en Leslie |
| Bart Fallmont                                                | Kevin Conroy Cameron Watson      | 1985-1986 1991            | Zoon van Buck en Emily/ Broer van Clay/ Geliefde van Steven |
| Buck Fallmont                                                | Richard Anderson                 | 1986-1987                 | Man van Emily/ Vader van Clay en Bart |
| Emily Fallmont                                               | Pat Crowley                      | 1986                      | Vrouw van Buck/ Moeder van Clay en Bart/ Ex-geliefde van Ben |
| Cecil Baldwin Colby                                          | Lloyd Bochner                    | 1981-1982                 | Oom van Jeff, Monica, Miles en Bliss/ Man van Alexis/ Broer van Jason, Constance en Philip |
| Michael Culhane                                              | Wayne Northrop                   | 1981, 1986-1987           | Ex-geliefde van Fallon en Amanda |
| Walter Lankershim                                            | Dale Robertson                   | 1981                      | Vriend van Matthew |
| Dr. Nick Toscanni                                            | James Farentino                  | 1981–1982                 | Ex-geliefde van Fallon |
| Samuel (Mark) Jennings                                       | Geoffrey Scott                   | 1982–1984                 | Ex-man van Krystle/ Ex-geliefde van Alexis en Fallon |
| Tracy Kendall                                                | Deborah Adair                    | 1983-1984                 | Medewerkster van Denver-Carrington |
| Virginia Metheny                                             | Liza Morrow                      | 1988–1989                 | Nicht van Krystle/ Ex-geliefde van Dex |
| Peter De Vilbis                                              | Helmut Berger                    | 1983–1984                 | Ex-geliefde van Fallon |
| Nicole Simpson                                               | Susan Scannell                   | 1984–1985                 | Ex-vrouw van Peter De Vilbis en Jeff |
| Brady Lloyd                                                  | Billy Dee Williams               | 1984–1985                 | Ex-man van Dominique |
| Daniel Reece                                                 | Rock Hudson                      | 1984–1985                 | Vader van Sammy Jo/ Ex-geliefde van Krystle |
| Lady Ashley Mitchell                                         | Ali McGraw                       | 1985                      | Ex-geliefde van Jeff/ Vriendin van Dominique en Blake |
| Joel Abrigore                                                | George Hamilton                  | 1985–1986                 | |
| Sarah Curtis                                                 | Cassie Yates                     | 1987                      | Vriendin van Dex |
| Ted Dinard                                                   | Mark Withers                     | 1981                      | Ex-geliefde van Steven |
| Luke Fuller                                                  | Billy Campbell                   | 1984–1985                 | Ex-geliefde van Steven |
| Morgan Hess                                                  | Hank Brandt                      | 1982–1984, 1987, 1988     | privé-detective van Alexis |
| Andrew Laird                                                 | Peter Mark Richman               | 1981–1984                 | Vriend en advocaat van Blake |
| Gerard                                                       | William Beckley                  | 1981–1989, 1991           | Butler van de familie Carrington |
| Jeanette Robbins                                             | Virginia Hawkins                 | 1981–1989, 1991           | Huishoudster/oppas van de familie Carrington |
| Hilda Nielsen Gunnerson                                      | Betty Harford                    | 1981–1989, 1991           | Huishoudster/kokkin van de familie Carrington |
| Rashid Ahmed                                                 | John Saxon                       | 1982–1984                 | Ex-geliefde van Alexis |
| Farouk Ahmed                                                 | Kabir Bedi                       | 1982, 1986                | Broer van Rashid |
| Neal McVane                                                  | Paul Burke                       | 1982–1984, 1987, 1988     | Ex-geliefde van Alexis |
| Dr. Jonas Edwards                                            | Robert Symonds                   | 1982–1987                 | Huisarts van Adam |
| Chris Deegan                                                 | Grant Goodeve                    | 1983–1987                 | Vriend van Steven |
| Nick Kimball                                                 | Richard Lawson                   | 1985–1986                 | Geliefde van Dominique |
| Karen Atkinson                                               | Stephanie Dunham                 | 1987–1988                 | Vrouw van Jesse/ Draagmoeder voor Adam en Dana |
| Jesse Atkinson                                               | Christopher Allport              | 1987–1988                 | Man van Karen |
| Josh Harris                                                  | Tom Schanley                     | 1987–1988                 | Ex-geliefde van Sammy Jo |
| Fritz Heath                                                  | Kenneth Tigar                    | 1988–1989                 | Financieel medewerker van Alexis |
| Dr. Charles Hampton                                          | Ben Piazza                       | 1988–1989                 | Arts van Krystle |
| Sgt. John Zorelli                                            | Ray Abruzzo                      | 1988–1989                 | Ex-geliefde van Fallon |
| Joanna Sills                                                 | Kim Terry-Costin                 | 1988–1989                 | Assistente van Sable |
| Tanner McBride                                               | Kevin Bernhardt                  | 1989                      | Ex-geliefde van Sammy Jo |
| Jeremy Van Dorn                                              | Jeroen Krabbé                    | 1991                      | |
| Arlen Marshall                                               | Michael Brandon                  | 1991                      | |

## Vervolgen
Na 9 seizoenen hield de serie ermee op. In 1991 werd een film met de titel Dynasty: The Reunion gemaakt, waarin de serie eenmalig terugkwam. Hierin werden nog een aantal mysteries uitgelegd. Ook deze film werd door Veronica uitgezonden.
In 2005 kwam de film Dynasty: The making of a guilty pleasure uit. Deze film geeft een beeld van hoe het er destijds achter de schermen aan toe ging. 
In 2006 werd een speciale aflevering opgenomen: Dynasty Reunion Catfights & Caviar. Deze aflevering werd opgenomen in de Filoli Mansion in Californië, het landgoed dat te zien was aan het begin van elke aflevering van de serie. John Forsythe, Joan Collins en Linda Evans waren te gast, samen met de kinderen van het eerste uur Pamela Sue Martin, Al Corley, Gordon Thomson en Catherine Oxenberg.

## Dvd
Dynasty is ook op dvd verschenen en wel in complete seizoensboxen. Hierbij de verschijningsdata: 17 april 2008 (seizoen 1), 9 oktober 2008 (seizoen 2), 23 april 2009 (seizoen 3), 19 november 2009 (seizoen 4), 1 juli 2010 (seizoen 5) 8 december 2010 (seizoen 6), 16 november 2011 (seizoen 7), 19 september 2012 (seizoen 8), 12 december 2012 (seizoen 9).
Van Dynasty's spin-off The Colbys staat een Duitse dvd-uitgave op stapel. Seizoen 1 zal naar verwachting uitkomen op 20 juli 2015 en seizoen 2 een kleine maand later, te weten 17 augustus 2015.

## Film
In 2011 werd bekend dat er gewerkt zou gaan worden aan een film, waarin de geschiedenis van de familie Carrington verteld wordt, van voor het begin van de serie. De film zou in 2012 in productie gaan. In navolging van de vervolgserie van het succesvolle Dallas bij TNT bestond er een kans dat ook Dynasty zou terugkeren als tv-serie. De reboot van Dynasty kwam er uiteindelijk in oktober 2017 via The CW ook op Netflix. In tegenstelling tot de nieuwe Dallas gaat het verhaal hier niet verder zo veel jaar later, maar is er een volledig nieuw verhaal met gelijkaardige personages, al verschillen ook die wel van het origineel.

## Trivia
- De serie betekende de doorbraak voor Joan Collins die voor die tijd bekendstond als De koningin van de B-films.
- Het landhuis waar de serie (gedeeltelijk) werd opgenomen staat in werkelijkheid in Woodside in Californië.
- In het derde seizoen speelden Gerald Ford en Henry Kissinger een gastrol.
- Aanvankelijk zou George Peppard (Hannibal uit The A-Team) de rol van Blake Carrington vertolken. De pilot was zelfs al met George opgenomen. Op het allerlaatste moment haakte hij af en werd John Forsythe benaderd voor de rol. Forsythe was op dat moment nog bezig met het laatste seizoen van Charlie's Angels als de stem van Charles Townsend.
- In de jaren tachtig zond de VPRO-radio eenmalig een uitzending Dynasty voor blinden uit. Kijkers konden het televisiegeluid afzetten en in plaats daarvan de radio aanzetten, waar totaal nieuwe stemmen onder het verhaal van de aflevering waren gezet, met humoristisch effect. Een bewerking door Willem de Ridder cum suis.
- Veronica wilde na vijf seizoenen stoppen met Dynasty. De laatste aflevering (Moldavian massacre) waarin een bloedbad werd aangericht, werd eind 1985 uitgezonden. Met deze cliffhanger stond Dynasty op nummer 1 in Amerika. Maar na het uitzenden van deze laatste aflevering werd de omroep bestookt met honderden telefoontjes en brieven van fans die protest maakten. Veronica besloot dan ook om de serie voort te zetten, maar dan 's middags.
- John Forsythe is de enige acteur geweest die in alle 217 afleveringen, die er van Dynasty zijn geproduceerd, te zien is geweest.